# Франциска Пройс
Франциска Пройс (нім. Franziska Preuß; 11 березня 1994, Вассербург-на-Інні, Німеччина) — німецька біатлоністка, чемпіонка світу, чемпіонка Європи, переможниця та призерка етапів кубка світу з біатлону.

## Кар'єра в Кубку світу
- Дебют у кубку світу — 28 листопада 2013 року в індивідуальній гонці в Естерсунді — 44 місце.
- Перше попадання до залікової зони — 29 листопада 2013 року в спринті в Естерсунді — 27 місце.
- Перший подіум — 7 грудня 2013 року в естафеті в Гохфільцені — 2 місце.
- Перший особистий подіум — 18 січня 2015 року в масстарті в Рупольдингу — 2 місце.
- Перша перемога — 12 грудня 2013 року в естафеті в Ансі — 1 місце.

## Загальний залік в Кубку світу
- 2013-2014 — 19-е місце (378 балів)

## Статистика стрільби
| № п/п | Сезон     | Загальна       | Індивідуальна гонка | Спринт        | Гонка переслідування | Масстарт   | Естафета      |
| ----- | --------- | -------------- | ------------------- | ------------- | -------------------- | ---------- | ------------- |
| 1     | 2013-2014 | 81,7% (94/115) | 75,0% (15/20)       | 83,3% (25/30) | 85,0% (34/40)        | 0,0% (0/0) | 80,0% (20/25) |

### Олімпійські ігри
| Зимові олімпійські ігри | Зимові олімпійські ігри | Інд. гонка | Спринт | Переслідування | Масстарт | Естафета | Змішана естафета |
| Рік                     | Місце                   | Інд. гонка | Спринт | Переслідування | Масстарт | Естафета | Змішана естафета |
| ----------------------- | ----------------------- | ---------- | ------ | -------------- | -------- | -------- | ---------------- |
| 2014                    | Росія                   | DNF        | 41     | 40             | –        | 11       | –                |
| 2018                    | Південна Корея          | 4          | –      | –              | 12       | 8        | –                |
| 2022                    | КНР                     | 25         | 30     | 15             | 8        | 3        | –                |